# WordPress
Pour les articles homonymes, voir WP.
WordPress est un système de gestion de contenu (SGC ou content management system (CMS) en anglais) gratuit, libre. Ce logiciel écrit en PHP repose sur une base de données MySQL et MariaDB, et est distribué par la fondation WordPress sur le site wordpress.org. Les fonctionnalités de WordPress permettent de créer et gérer différents types de sites Web : site vitrine, site de vente en ligne, site applicatif, blog, portfolio, site institutionnel, site d'enseignement, etc.
Il est distribué selon les termes de la licence GNU GPL version 2. Le logiciel est aussi utilisé comme socle du service multisite WordPress.com, qui supporte plusieurs millions de sites.
À la date du 19 janvier 2025, WordPress était utilisé par 43,5 % des sites web dans le monde.

## Histoire

### Débuts du projet
WordPress trouve ses origines dans le logiciel b2 développé par Michel Valdrighi en 2001, un logiciel de publication de blog open-source reposant sur une base de données (MySQL). Michel Valdrighi ajoute de nombreuses fonctionnalités avant d'arrêter le développement du logiciel pour des raisons personnelles à la fin de 2002.
En janvier 2003, Matthew Mullenweg (PDG fondateur en 2005 de la startup d’édition de logiciel Automattic) et Mike Little (en) corrigent les bogues de b2, ajoutent des fonctionnalités, et renomment le projet B2evolution, puis WordPress (sur la suggestion d'une amie de Matthew Mullenweg). Le 27 mai 2003, WordPress (version 0.7) devient officiellement le successeur du logiciel b2 et Michel Valdrighi réintègre l'équipe de développement.
Depuis la version 1.0 sortie en janvier 2004, chaque version majeure de WordPress porte le nom de grandes vedettes du jazz. À la version 1.2 sortie en mai 2004 surnommée Mingus (pour Charles Mingus) succède la version 1.5 dite Strayhorn (pour Billy Strayhorn), qui atteint le cap de 150 000 téléchargements le 12 avril 2005, puis la version 2.0 publiée le 31 décembre 2005 et nommée Duke en hommage au pianiste et compositeur Duke Ellington. La version 2.1, nommée Ella (en référence à la chanteuse de jazz américaine Ella Fitzgerald), est publiée le 22 janvier 2007. Cette version est téléchargée plus de 1,5 million de fois (version anglaise).

### Évolutions et montée en puissance
Cette section ne s'appuie pas, ou pas assez, sur des sources secondaires ou tertiaires indépendantes du sujet. Le texte peut contenir des analyses inexactes ou inédites de sources primaires.
Pour l'améliorer, ajoutez-en, ou placez des modèles {{Source secondaire souhaitée}} ou {{Source secondaire nécessaire}} sur les passages mal sourcés. (avril 2024)
Le 16 mai 2007, une version 2.2 sort en apportant 200 corrections de bogues. Elle est nommée Getz (en référence au saxophoniste Stan Getz).
Quinze jours après la publication de la version 2.2, l'équipe de développement sort la version 2.3 de WordPress le 25 septembre 2007 sous le nom de Dexter (en l'honneur de Dexter Gordon).
Le 24 janvier 2008 doit paraître la version 2.4 de WordPress, mais la sortie de celle-ci est annulée, les développeurs estimant que le délai ne peut pas être respecté. La sortie de la version 2.5, comprenant également les nouveautés initialement prévues dans la version 2.4, a lieu le 29 mars 2008 avec de grands changements notamment au niveau des templates et des extensions. Elle est nommée Brecker en référence aux Brecker Brothers (Michael Brecker saxophoniste et Randy Brecker trompettiste).
La version 2.6 est sortie le 15 juillet 2008 et est baptisée Tyner, en hommage au pianiste de jazz McCoy Tyner. Elle apporte de nombreuses nouveautés, dont la prévisualisation des thèmes, un système de révisions d'articles ainsi que la compatibilité avec le programme Google Gears, ou encore la possibilité de publier un article depuis n'importe quelle page sur Internet à l'aide d'un bouton inséré dans la barre d'outil du navigateur de l'utilisateur. Elle corrige 194 bogues issus des versions précédentes.
La version 2.7 sort le 11 décembre 2008, la plus grande amélioration se trouve dans la partie administrative, notamment grâce à l'ajout d'AJAX dans le panneau d'administration qui permet une plus grande flexibilité d'utilisation pour le blogueur.
La version 2.8 sort le 10 juin 2009 et apporte la correction de 790 bogues. Baptisée Baker en référence au trompettiste Chet Baker, elle comporte, parmi ses principales nouveautés, la réécriture des URLs pour IIS, l'ajout d'un nouveau sélecteur de thème avec paramétrage inclus dans l'administration, et de nombreuses optimisations dans les temps d'exécution.
La version 2.9 sort le 19 décembre 2009. Cette nouvelle version est baptisée Carmen, en hommage à la chanteuse de jazz Carmen McRae. Elle apporte notamment un système global d’annulation d’action grâce à la corbeille, un éditeur d’image intégré, la mise à jour d’extensions par lot, et l'intégration facile de vidéos.
La version 3.0 sort le 17 juin 2010. Cette nouvelle version est baptisée Thelonious, comme le pianiste de jazz Thelonious Monk. Elle apporte notamment la fusion de WordPress et de WordPressMU, intégrant ainsi la gestion multi-blogs.
La version 3.5 sort le 12 décembre 2012. Cette nouvelle version est baptisée Elvin, en hommage au batteur Elvin Jones.
La version 3.6 sort le 1er août 2013. Cette nouvelle version est baptisée Oscar, en hommage au pianiste de jazz Oscar Peterson.
En juillet 2013, WordPress appelle à la mobilisation en ligne et dans la rue pour se révolter contre la surveillance de la toile par la NSA, l'agence de sécurité américaine.
La version 3.8 sort le 13 décembre 2013. Cette nouvelle version est baptisée Parker, en hommage au saxophoniste Charlie Parker, l’innovateur du be-bop.
La version 3.9 est mise en ligne le 17 avril 2014.
La version 4.0 Benny (en hommage à Benny Goodman) sort le 4 septembre 2014, puis la version nommée Dinah (en hommage à Dinah Washington) le 18 décembre 2014.

#### WordPress 5.0Bebo(2018)
Avec la publication de la version 5.0 Bebo en décembre 2018 (portant le prénom de Bebo Valdés, jazzman cubain, pianiste, compositeur et arrangeur), le fonctionnement de l'éditeur de contenu est complètement repensé. Le nouvel éditeur Gutenberg (d'après Johannes Gutenberg, inventeur de l'imprimerie) propose une interface et une édition plus conviviale et intuitive. Cet éditeur introduit le concept de blocs de contenu et permet d'ajouter, de configurer et de positionner différents types de blocs afin de constituer le contenu des pages.
Le nouvel éditeur est développé en Javascript et utilise la bibliothèque React ainsi que l'API WordPress REST.

#### WordPress 5.5Eckstine(2020)
Le 11 août 2020 sort WordPress 5.5 « Eckstine » (d’après Billy Eckstine, musicien de jazz). Cette version implémente de nombreuses évolutions sur l’éditeur Gutenberg ainsi que trois fonctionnalités majeures. Il est désormais possible d’opter pour la mise à jour automatique des thèmes et des extensions, d'effectuer le chargement différé (en) des images et d'avoir des plans de sites XML natifs (sitemap).
À sa sortie, WordPress 5.5 est la version ayant réuni le plus de contributrices et contributeurs. Selon les statistiques disponibles, 805 personnes, venant de plus de 58 pays, ont contribué à produire cette version, dont environ 38% de personnes contribuant pour la première fois à ce CMS. La France est le quatrième pays ayant le plus contribué à cette version, après les États-Unis, l'Inde et le Royaume-Uni.

#### WordPress 5.6Simone(2020)
Le 8 décembre 2020, WordPress 5.6, nommé Simone, en hommage à la chanteuse de Jazz Nina Simone, sort avec notamment une nouvelle version de son thème par défaut "Twenty Twenty-One", des améliorations à l'éditeur de contenu Gutenberg, des mises à jour automatiques pour les versions de base, la prise en charge accrue de PHP 8, la gestion des mots de passe d'application pour l'authentification des API REST, ainsi que l'amélioration de l'accessibilité.

#### WordPress 5.7Esperanza(2021)
Le 9 mars 2021, Esperanza, en hommage à la musicienne Esperanza Spalding, apporte un certain nombre d'améliorations sur le nouvel éditeur Gutenberg qui est plus facile à utiliser. Par exemple, le mode WYSISYG est plus performant et se substitue de plus en plus à l'écriture de code personnalisé tout en ayant une palette de couleurs par défaut plus simple. En outre, il permet de passer de HTTP à HTTPS en un seul clic.
Enfin, une nouvelle API Robots, le chargement des iframes, ainsi que le nettoyage après la mise à jour vers jQuery 3.5.1 ont été ajoutées.

#### WordPress 5.8Tatum(2021)
Le 20 juillet 2021, Tatum, en référence au pianiste Arthur Tatum, comporte notamment des améliorations de l'éditeur Gutenberg.

#### WordPress 5.9Joséphine(2022)
Le 25 janvier 2022 sort WordPress 5.9, surnommé Joséphine, en référence à la chanteuse Joséphine Baker. Cette version marque l'arrivée de l'édition complète de site directement depuis l'administration (Full Site Editing). Le thème Twenty Twenty-Two fait également son apparition. Il s'agit du premier thème WordPress officiel basé sur des blocs.

#### WordPress 6.0 Arturo (2022)
Le 24 mai 2022, Arturo, hommage au musicien Arturo O'Farrill, apporte une amélioration significative à l'utilisation de l'éditeur Gutenberg. Elle apporte également un enrichissement des options de modèles étendues et de style pour les thèmes de blocs, des modèles intégrés, des outils de conception supplémentaires, la sélection multiple de blocs à partir de la vue en liste, le verrouillage des blocs, ainsi que diverses améliorations des performances et de l'accessibilité.

#### WordPress et Automattic (2025)
En janvier 2025, Automattic annonce réduire son implication dans Wordpress concernant la version open source.

## Technique

### Base de données et MySQL
Une base de données stocke des informations structurées dans des tables pour ensuite les traiter, les trier, ou encore les filtrer afin d'extraire des statistiques ou récupérer des données précises. L'ensemble de ces informations et bases de données sont gérées par un logiciel serveur.
WordPress utilise MySQL qui est un système de gestion de base de données relationnelles libre, gratuit et très utilisé. WordPress peut ainsi stocker et récupérer les informations présentes sur le site internet par le biais de plusieurs tables présentes dès l'installation du système de gestion de contenu.
Ces tables par défaut permettent de structurer les informations de base pour créer rapidement un site ou un blog opérationnel.
On retrouve, par exemple, une table pour stocker les commentaires (pseudo/nom, date, message, e-mail, etc.), une table pour stocker le contenu des publications (articles, pages, catégories, etc.), une table concernant les utilisateurs (nom, e-mail, droit accordé, etc.) et une table pour les paramètres, ainsi que le pilotage global des extensions.

### PHP
PHP est un langage de programmation côté serveur qui permet de créer des sites web dynamiques.
De nombreux sites sont programmés à l'aide de PHP parmi lesquels on peut citer Wikipédia, Facebook ou encore WordPress. Un des avantages est que PHP est un langage open-source, ce qui permet aux développeurs de rajouter des fonctionnalités réutilisables et modifiables librement par d’autres utilisateurs.
Enfin, l'utilisation de PHP permet de communiquer avec des bases de données.
Un utilisateur de WordPress n'a pas besoin de connaître PHP pour utiliser ce système de gestion de contenu, sauf s'il souhaite étendre les fonctionnalités prédéfinies.

### Les enjeux de la licence GPLv2
À l’inverse d’un logiciel propriétaire, comme Windows par exemple, WordPress est un logiciel libre permettant aux utilisateurs d’utiliser, de modifier et de distribuer le logiciel librement. WordPress est produit sous la licence publique générale GNU (aussi appelée « GPL »), dont la version 2, « GNU GPL v2.0 » est sortie en juin 1991.
Cette licence a été créée par le programmeur Richard Stallman, en réaction au fonctionnement et à la politique des logiciels propriétaires.
La licence GNU peut être résumée et définie par quatre libertés essentielles des utilisateurs de logiciels libres : « la liberté de faire fonctionner le programme comme vous voulez, pour n'importe quel usage (liberté 0) ; la liberté d'étudier le fonctionnement du programme, et de le modifier pour qu'il effectue vos tâches informatiques comme vous le souhaitez (liberté 1) ; l'accès au code source est une condition nécessaire ; la liberté de redistribuer des copies, donc d'aider les autres (liberté 2) ; la liberté de distribuer aux autres des copies de vos versions modifiées (liberté 3) ; en faisant cela, vous donnez à toute la communauté une possibilité de profiter de vos changements ; l'accès au code source est une condition nécessaire».
En somme, la GPL propose une grande transparence du logiciel et donne beaucoup de pouvoirs aux utilisateurs. Selon certains, le succès de WordPress repose sur la licence GPL de WordPress, qui a été « un catalyseur de sa croissance exponentielle ». Il s’agit avant tout de valeurs éthiques et morales, intrinsèquement liées à la notion de communauté. La GPL s’appuie sur la notion de copyleft, soit « l’autorisation donnée par l’auteur d’un travail soumis au droit d’auteur d’utiliser, d’étudier, de modifier et de diffuser son œuvre ».Cette notion se place donc en contradiction avec la notion de copyright, notion faisant référence à la loi sur le droit d’auteur qui permet de protéger les versions modifiées d’une œuvre. Selon Richard Stallman, le copyright restreindrait la liberté des utilisateurs.
Tout travail basé sur WordPress, les projets dérivés comme les extensions ou les thèmes qui apparaissent dans le référentiel WordPress, héritent de la licence GPL. Il en va de même, logiquement, pour les thèmes et extensions de la version payante qui propose plus de fonctionnalités que la version freenium. Selon le règlement officiel « GNU General license », il est possible de « distribuer des copies de logiciels libres (et de faire payer ce service si vous le souhaitez) », à condition de « donner aux destinataires tous les droits dont vous disposez. Vous devez vous assurer qu'eux aussi reçoivent ou peuvent obtenir le code source. Et vous devez leur montrer ces conditions afin qu'ils connaissent leurs droits ».
WordPress lui-même reconnait qu’il existe une zone d’ombre concernant ce qui peut être considéré légalement comme « un projet dérivé », mais décide malgré tout de considérer tous les thèmes et extensions qui apparaissent dans le référentiel de WordPress comme tels. Ils préconisent d’ailleurs à tout utilisateur en désaccord avec ces principes, de se tourner vers des plateformes qui ne sont pas sous licence GPL, comme Serendipity par exemple. Ainsi, même les développeurs de WordPress et leurs créations sont « soumis » à la licence GNU, c’est-à-dire que « n’importe qui est libre d’utiliser, de modifier et de distribuer [leurs] produits sans restriction. La seule valeur qu’[ils peuvent] offrir est un support payant et des mises à jour automatiques ».

## Fonctionnalités
WordPress est réputé pour ses nombreuses fonctionnalités permettant à des utilisateurs, avancés ou non, de créer un site Internet et de le personnaliser. Ses fonctionnalités sont conçues afin de faciliter au maximum l'activité de publication et de la rendre accessible à tous.

### Gestion et administration du site
WordPress est un système de gestion de contenu conçu pour être installé en local sur son ordinateur personnel, sur un ordinateur au bureau ou encore sur un Intranet. Par le biais de son propre serveur web ou d'un hébergement mutualisé, il est possible d'accéder et de modifier le contenu du site Internet en tout temps.
L'installation ainsi que les mises à jour de WordPress se veulent simples et rapides.
Le site Internet peut être géré et administré par plusieurs utilisateurs, chacun pouvant s'il le souhaite se créer un profil en renseignant plusieurs informations. Il est possible de restreindre la possibilité de créer et modifier du contenu pour un utilisateur en gérant ses droits accès :
- administrateur/administratrice : a accès à toutes les fonctionnalités de l'administration de WordPress, ce profil est créé automatiquement lors de l'installation de WordPress ;
- éditeur/éditrice : peut publier et gérer ses propres pages ainsi que celles des autres utilisateurs et utilisatrices ;
- auteur/auteure : ne peut publier et gérer que ses propres articles ;
- contributeur/contributrice : peut écrire et gérer ses propres articles mais ne peut en revanche pas les publier ;
- abonné/abonnée : ne peut que gérer son profil.

### Création de contenus
WordPress permet la création de pages et d'articles avec de nombreuses fonctionnalités. Il est possible d'anticiper la publication d'un article en modifiant la date de publication, de couper un article en plusieurs pages si celui-ci est trop long, d'insérer des fichiers multimédias et de créer des miniatures, ou encore d'insérer des émoticônes.
Afin de rendre les pages plus attractives, il existe de nombreuses extensions de formatage de texte pour enrichir le contenu et gérer la typographie.
WordPress permet de sauvegarder des articles inachevés en tant que brouillons, permettant à l'utilisateur de les compléter plus tard et de les publier lorsqu'il le souhaite ou d'affecter une date de publication.
Des outils de gestion de contenu interactif, tels que le module de création de contenu interactif H5P, peuvent être interfacés dans WordPress afin de dynamiser les pages.
Avec l'apparition des agents conversationnels basés sur l'intelligence artificielle, WordPress peut être connecté à des API pour automatiser la création et la publication de contenus à l'aide d'extensions dédiées.

#### Gestion des catégories
Les articles peuvent être organisés en catégories et sous-catégories. À sa création, un article est affecté à la catégorie par défaut choisie lors du premier paramétrage de WordPress, modifiable par la suite. Il est possible de créer autant de sous-catégories que nécessaires. Un article peut appartenir à plusieurs catégories. Vous pouvez ajouter des catégories de deux manières différentes :
- Par la gestion des catégories,
- Ou par l'édition d'un article.

### Publication
Avant publication ou mise à jour d'un article, il est possible d'utiliser l'outil de prévisualisation pour avoir un aperçu de l'article ou de la page.
Les pages et articles publiés sur WordPress peuvent être associés à des flux de syndication. Un flux de syndication est un fichier XML disponible sur un site contenant des informations sur les derniers contenus publiés (souvent le titre et une courte description), leur date de publication, l'adresse URL pour les consulter sur le site et avec la possibilité d'avoir soit un aperçu du contenu soit le contenu complet en HTML.
Les lecteurs du site peuvent ainsi s'abonner à ces flux qui peuvent concerner les différents articles, les catégories ou encore les commentaires.

### Personnalisation du style
Afin d'aider les utilisateurs à la construction de leur site Internet, WordPress met à disposition de nombreux thèmes WordPress (gratuits et payants) prêts à l'emploi. Ils sont très variés et disponibles sur le répertoire officiel de thèmes, sur des places de marché privées ou encore sur des dépôts spécifiques proposés par des développeuses et développeurs de thèmes. Ces thèmes peuvent répondre à des projets et besoins différents. Pour procéder à l'installation des thèmes, il suffit de les télécharger via le tableau de bord de son propre site, ou alors, en les transférant sur le site via le client FTP utilisé. Depuis WordPress 5.5, un mécanisme natif permet d'opter pour la mise à jour automatique des thèmes.
Il est possible de personnaliser ces modèles et la présentation du contenu en passant par l'éditeur de modèle et les fichiers connexes ou les balises de modèle. Pour effectuer ces modifications, il n'est pas nécessaire de connaître le langage PHP.
WordPress met également à disposition des modules complémentaires (gratuits et payants) qui permettent d'ajouter de nouvelles fonctionnalités au site Internet.

### Le référencement web
WordPress est nativement conçu avec une structure technique plutôt favorable au référencement naturel. Cependant, l'optimisation d'un site WordPress nécessite une attention particulière sur plusieurs aspects, notamment la création de contenu (la rédaction) et les optimisations techniques et sémantiques (le référencement proprement dit).
L'écosystème WordPress propose de nombreuses extensions dédiées à l'optimisation pour les moteurs de recherche (telles que Yoast SEO, Rank Math, ou SEOPress). Ces outils facilitent la mise en œuvre de nombreuses optimisations techniques et on-page sans nécessiter de connaissances approfondies en développement web. Ils guident les utilisateurs dans l'optimisation du contenu, la gestion des métadonnées, la création de sitemaps XML, la configuration des redirections, et bien d'autres aspects techniques.

### Les extensions
Les extensions permettent de réellement personnaliser son site WordPress. Il existe plus de 59 000 extensions sur le répertoire officiel, disponibles dans différentes langues, sous différents formats, et qui permettent d’ajouter des fonctionnalités supplémentaires sur son site. Des milliers d'autres extensions sont disponibles sur d’autres dépôts, en téléchargement libre et gratuit ou payant.
Depuis WordPress 5.5, un mécanisme natif permet d'opter pour la mise à jour automatique des extensions,.
La grande majorité des vulnérabilités des sites WordPress trouvés en ligne proviendrait à 92% d'extensions tierces et d'erreurs de programmation.

### Gestion des discussions et commentaires
WordPress permet l'utilisation de commentaires, trackback (rétrolien - système de lien automatique entre deux articles de blogs) et pingback (notification qui informe l'auteur du blog qu'un autre site a fait un lien vers l'un de ses articles) dans le but de bâtir une communauté.
Il existe plusieurs options de modération pour lutter contre les spams par exemple. Il est possible de choisir de modérer les commentaires avant qu'ils ne soient visibles, contenant des mots spécifiques, déposés depuis des adresses IP particulières ou encore contenant plus de liens que la limite autorisée.
Un système de notification permet de prévenir par email de chaque nouveau commentaire ou chaque modération en attente de validation.
Il existe également différentes extensions permettant de connecter WordPress avec le Fediverse, et d'interagir ainsi avec des outils comme Mastodon, Pleroma, Funkwhale ou PeerTube.

### Recherches et archivage
WordPress, permettant à la base de créer des blogs, propose différentes options pour archiver les anciens articles (par an, mois, jour, semaine, catégorie ou auteur). Il est possible d’insérer des liens menant à ces archives depuis n’importe quelle page du site Internet.
Un moteur de recherche est intégré automatiquement pour permettre aux internautes d’effectuer des recherches sur le site.

## Nom de domaine WordPress
Les sites wordpress.org et wordpress.com proposent tous les deux la possibilité de créer un site avec le SGC (Système de Gestion de Contenu) WordPress sans y être forcément liés. On peut créer sur wordpress.com des sites gratuitement, ou en choisissant des options payantes, selon le type de site que l'utilisateur souhaite développer, de ses compétences et des responsabilités qu'il souhaite avoir.

### WordPress.org
WordPress.org est le site officiel du système de gestion de contenus depuis lequel il est possible de télécharger la version open-source de WordPress, des thèmes et des extensions. Avant le téléchargement, l'utilisateur doit choisir un nom de domaine et trouver un hébergeur s'il souhaite mettre son site en ligne. Télécharger WordPress depuis WordPress.org permet d'avoir accès à l'intégralité des fichiers du site Internet et de modifier ce dernier sans restrictions. C'est en revanche à l'utilisateur d'effectuer la maintenance technique.
À noter que le domaine wordpress.org appartient à Matt Mullenweg.

### WordPress.com
Le site wordpress.com est une plateforme d'hébergement pour les sites WordPress, créée, hébergée et maintenue par la société Automattic. Avec un service de base gratuit, Automattic propose des extensions payantes afin d'apporter plus de fonctionnalités aux utilisateurs : offre personnel, offre premium et offre entreprise. Le service gratuit convient très bien à un utilisateur débutant et lui permet de créer rapidement son site Internet sans se soucier de la maintenance technique (sauvegardes, mises à jour, sécurité) qui est gérée par Automattic. En revanche, il y a plusieurs limitations : pas d'accès aux fichiers FTP du site, espace de stockage et personnalisation du design limités, publicité sur le site.

### Conflit
En septembre 2024, une crise nait entre d'un coté la fondation WordPress représentée par Matthew Mullenweg et WP Engine (en). La fondation reproche à WP Engine d'avoir un comportement parasitaire. WP Engine profiterait des développements de WordPress sans contribuer au niveau du code ou en donations. Matthew Mullenweg accuse WP Engine de profiter de l'image de WordPress. En retour WP Engine a accusé WordPress de tentative d'extorsion, Matthew Mullenweg aurait exigé un pourcentage du chiffre d'affaires de WP Engine.

## Communauté WordPress en France
Cette section est promotionnelle ou publicitaire (février 2025). Considérez son contenu avec précaution et/ou discutez-en.
Une des forces majeures de WordPress réside dans sa communauté nombreuse et étendue lui permettant une expansion internationale, ce qui en fait l’une des plus grandes communautés de CMS open source au monde. Cette expansion est notamment due aux « WordCamp », des événements annuels organisés par des volontaires pour réunir les utilisateurs et les développeurs du logiciel. C’est en 2005 que le tout premier WordCamp voit le jour à San Francisco. Depuis, les WordCamp représentent des rendez-vous réguliers et internationaux : à l’heure actuelle, 1104 WordCamps ont eu lieu dans 375 villes de 65 pays. L’énorme travail de traduction des contributeurs de WordPress a en partie permis ce rayonnement à l'international. Dans la suite de cet article nous nous intéresserons particulièrement à la contribution de la communauté WordPress en France.

### WordPress.org France
WordPress.org France est la localisation française de l'entité internationale WordPress.org. En tant que Locale Managers et General Translation Editors, Jenny Dupuy, François-Xavier Bénard, Didier Demory et Jean-Baptiste Audras en sont les responsables. Cette entité s'occupe de la gestion du site francophone et de la traduction officielle du cœur WordPress, ainsi que des extensions et des thèmes du répertoire officiel. Elle s’occupe également de la traduction de la documentation officielle de WordPress en français.

### L’association WordPress Francophone
L’association WordPress Francophone est une association à but non lucratif fondée en 2008 par Amaury Balmer, Benoît Catherineau et Xavier Borderie, sous laquelle la communauté française des utilisateurs de WordPress est représentée et les projets de WordPress Foundation sont soutenus. Elle est communément désignée par son sigle WPFR.
La création de WordPress Francophone résulte de plusieurs faits tels que la possibilité de traduire WordPress avec la version 1.2 en 2004, l'utilisation de WordPress par des francophones, qui donne lieu à la création d'un blog d'actualité et d'un forum en français, ainsi que le lancement du concept de WordCamp par la communauté américaine : ce sont les évènements qui réunissent la communauté WordPress.
La première édition du WordCamp Paris se déroule en mai 2008. À cette époque, c’est la société Creasenso qui est chargée des finances et des sponsors. C’est à partir de la troisième édition, en 2010, que l’association WordPress Francophone s’occupe intégralement de l’évènement.
Depuis 2011, WordPress Francophone participe régulièrement à l’organisation du WordCamp Paris. D’autres évènements ont également lieu à travers toute la France, indépendamment de l’association.

#### Missions de WordPress Francophone
WordPress Francophone s'articule autour de cinq missions principales :
- promotion de WordPress en France et dans la francophonie, tant auprès des particuliers que des professionnels.
- Traduction de WordPress en français par des bénévoles. Le logiciel traduit est ensuite mis à disposition sur le site officiel.
- Assistance aux communautés locales et régionales françaises dans l’organisation d’évènements liés à WordPress[36].

WordPress Francophone met à disposition de nombreux tutoriels ainsi que des forums pour venir en aide aux utilisateurs francophones.

### La gouvernance de l'équipe de traduction

#### Des règles communes
L’équipe de traduction française est composée de bénévoles qui s’organisent et travaillent ensemble sur le slack WordPress France. Pour pouvoir intégrer l’équipe de traduction, il faut avoir un compte wordpress.org, se connecter sur translate.wordpress.org, choisir sa langue et choisir un projet sur lequel travailler. Il peut s’agir de projets de traductions de thèmes et d’extensions présents dans le répertoire officiel, de la traduction du cœur de WordPress ou bien des sites de l'écosystème WordPress.org. Afin de garder une cohérence dans les traductions, des règles ont été définies par la communauté et doivent être suivies afin de garantir l'homogénéité de l'interface. Certains mots pouvant être traduits de différentes manières, un glossaire a été établi avec des traductions précises pour chaque terme. Cela permet aux traducteurs d’utiliser les mêmes mots, ce qui facilite ensuite la compréhension des utilisateurs des différents thèmes et extensions. Voici d’autres exemples des règles à suivre: 
- Utiliser le vouvoiement ;
- Utiliser un langage clair à la voix active ;
- Refléter le ton original ;
- Suivre les règles de typographie française (espaces, guillemets) ;
- Utiliser une écriture inclusive[37].

La communauté fonctionne avec bienveillance. Les membres les plus anciens et les plus investis expliquent les règles aux nouveaux contributeurs afin que tout le monde puisse travailler dans de bonnes conditions. La communauté incite chaque utilisateur à s’investir dans l’amélioration du logiciel. Plus le nombre de contributions grandit, plus la qualité du logiciel augmente. Toutefois, pour garantir la justesse des traductions et éviter l’ajout d’informations qui ne seraient pas cohérentes, un système hiérarchique a été mis en place.

#### Un système hiérarchique
Lorsqu’une personne commence à réaliser des traductions, elle est « contributeur ». Ce statut lui permet uniquement de faire des suggestions. Elle doit ensuite faire valider ses traductions. Pour cela, elle doit se rendre sur l'instance Slack francophone et demander si une personne ayant un statut supérieur peut regarder puis valider son travail.
| Statut / Rôle                           | Droits                                                                             | Nombre au 7 février 2022 |
| Contributeur                            | Peut faire des suggestions qui doivent ensuite être validées                       |                          |
| Projet Translation Editor (PTE)         | Peut valider les chaînes d'un projet                                               | 169 personnes            |
| Global Projet Translation Editor (GPTE) | A tous les droits soit pour toutes les extensions soit pour tous les thèmes        | 10 personnes             |
| Global Transition Editor (GTE)          | Peut intervenir sur tous les projets Valide le changement de statut d'une personne | 4 personnes              |

Le changement de statut est réalisé par étapes. Un contributeur peut demander devenir PTE, un PTE peut devenir GPTE et enfin, un GPTE peut demander à avoir le statut de GTE.
Pour changer de statut, il faut faire preuve d’une implication conséquente et de qualité. Si une demande est faite, elle est étudiée par des personnes ayant un statut supérieur. Si l’une d’entre elles s’y oppose, le changement n’a pas lieu. L’objectif est que tout le monde respecte les règles communes.

### WordPress Foundation
La fondation WordPress est une organisation internationale créée en 2010 par Matt Mullenweg. L'objectif est d'assurer continuellement le libre-accès au logiciel WordPress et de veiller à la pérennité du code source.
La fondation est responsable de la protection de WordPress, du WordCamp et des marques de commerces annexes. Elle met aussi à disposition une charte afin d'éduquer le public sur WordPress et les logiciels open-source connexes.
L'ensemble de projets et logiciels soutenus par la fondation doit respecter certains critères tels que le logiciel doit être sous licence publique GNU, que le logiciel doit être librement accessible et ouvert aux modifications, que toute modification doit être librement distribuable, sans frais et sans la permission de ses créateurs, et que le logiciel doit fournir un système de traduction et un cadre pour les extensions.